# 末浄水場

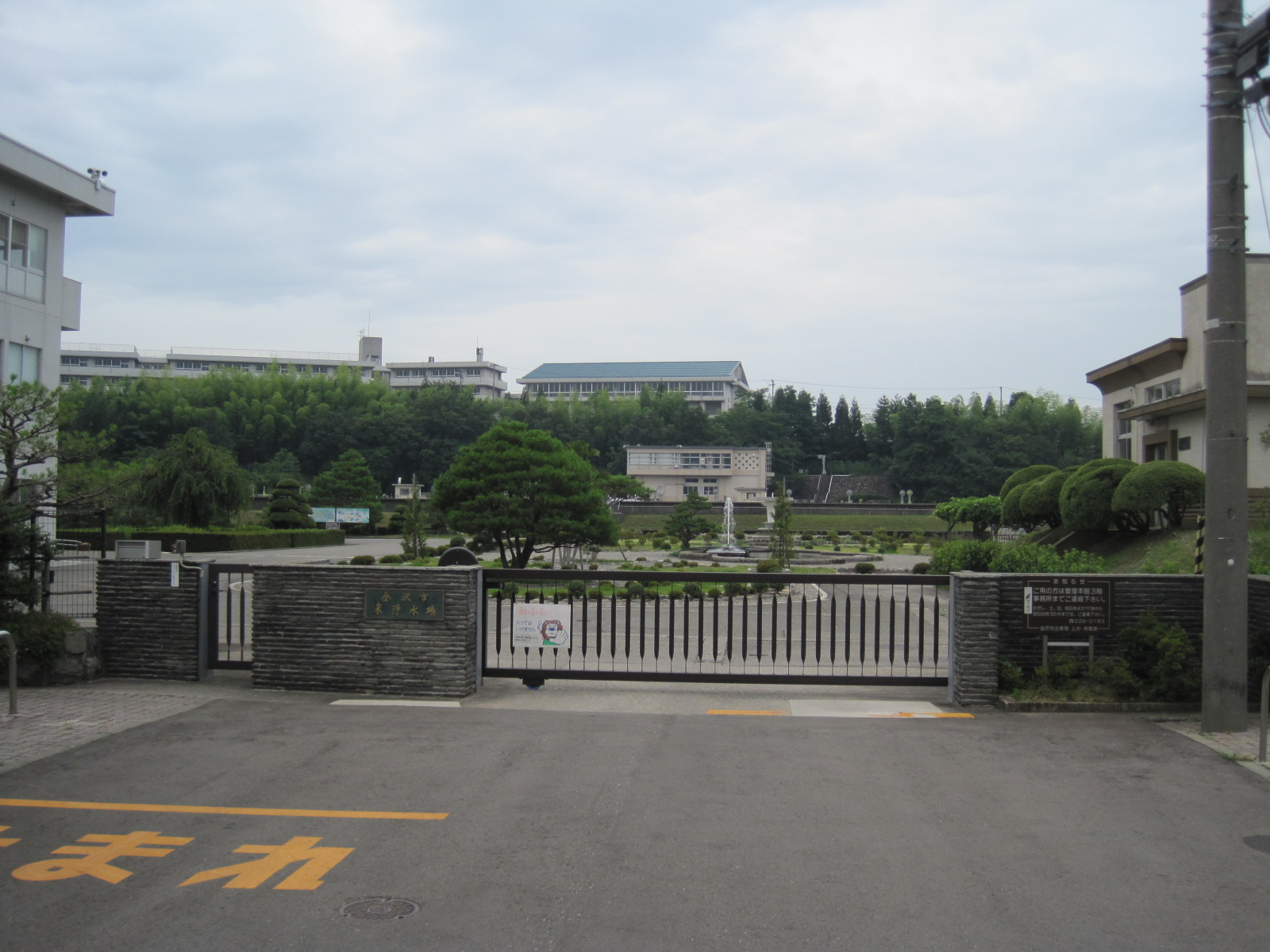
末浄水場正門

末浄水場（すえじょうすいじょう）は、石川県金沢市末町にある浄水場。金沢市企業局が所有・管理を行っている。

## 概要
1930年（昭和5年）に開設し、1932年（昭和7年）に完成した金沢市営の浄水場で、緩速濾過方式を採用した施設である。犀川中流部の金沢市寺津町（旧石川郡犀川村字寺津）を源とする寺津用水が水源となっている。
ろ過池などの開設当初の設備が現在でも使用されており、1985年（昭和60年）5月27日に近代水道百選に選ばれ、2001年（平成13年）8月28日に沈澱池、ろ過池などが登録有形文化財に登録されている。
また、浄水場内には1932年に設けられた庭園（末浄水場園地）があり、前庭には泉水や噴水施設などから構成されている。開設当初の近代的な造園技術を取り入れており、これが芸術上の価値が高いものとして、2010年（平成22年）2月22日に水道施設としては初めて名勝の指定を受けた。

## 歴史
金沢市の上水道は1919年（大正8年）に計画が上がったものの、市議会での反対意見もあり、1927年（昭和2年）に市議会での承認を得て着手することとなった。翌年（1928年）、末地内での用地買収を経て着工し、4年後の1932年に施設が完成する。
開設当初は、日量19,500m3の浄水能力であったが、金沢市の人口増加に合わせてこれまで5回の拡張工事を実施。2011年現在は、日量105,000m3の浄水能力を有している。また、1971年（昭和46年）に第三次拡張工事が終了してからは急速濾過方式も採用している。

## 施設
いずれも完成当時のもの。
- 着水井：コンクリート構造、沈殿池へ送水
- 緩速沈殿池：鉄筋コンクリート構造
  - 深さ4.1mから4.4m、有効容積6,618m3、有効水深3m
- 緩速ろ過池：全長40.2m、幅34.2m、床面積1,313m2
- 緩速浄水集合井：ろ過水を各配水池へ送水

## 国指定・登録文化財

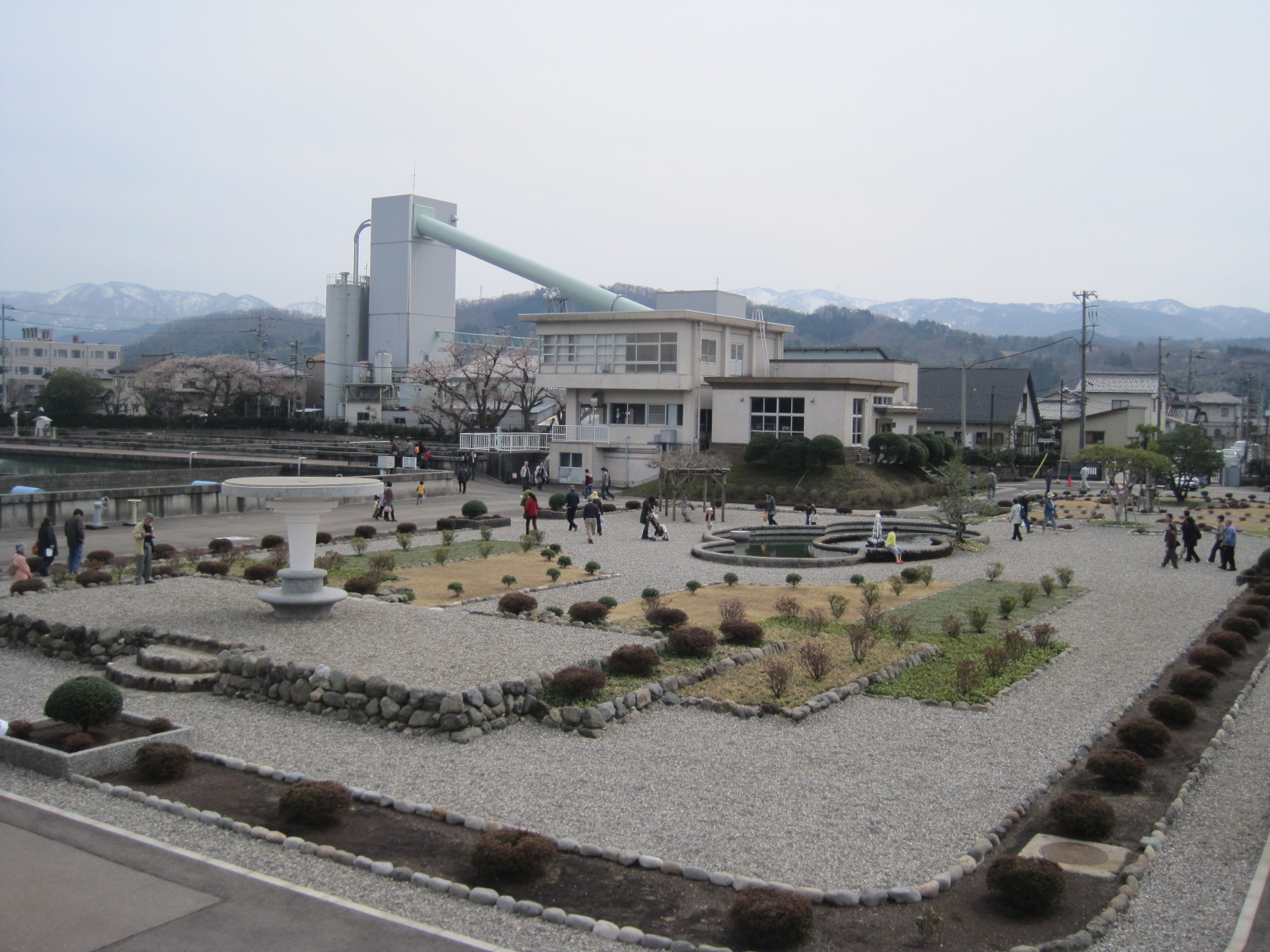
名勝になっている末浄水場園地

### 国の名勝
- 末浄水場園地

### 登録有形文化財
- 一号緩速沈澱池
- 二号緩速沈澱池
- 三号緩速沈澱池
- 一号緩速ろ過池
- 二号緩速ろ過池
- 三号緩速ろ過池
- 四号緩速ろ過池
- 五号緩速ろ過池
- 六号緩速ろ過池
- 緩速浄水ポンプ室
- 緩速浄水集合井
- 旧着水井上屋

※旧着水井上屋は2016年11月29日付け登録、その他の物件は2001年8月28日付け登録

## 周辺施設
- 金沢学院大学
- 金沢学院東高等学校
- 北陸鉄道東部支所
- 金沢市立犀川小学校